# نادرة عمران
نادرة عمران (24 أكتوبر1965-) ممثلة أردنية

## حياتها
ولدت في حلحول الخليل، لعائلة فلسطينية، والدها كان يعمل فلاحا والدتها كانت تحب الفن عارض أهلها دراستها للتمثيل بداية كما أن شقيقها الفنان نادر عمران درس ديكور المسارح في مصر
نالت شهادة الثانوية العامة في الفرع الأدبي، في مدسة بنات حلول الثانوية إنتقلت بعدها إلى الأردن بأواخر الثمانينات لدراسة الدراما والمسرح  حصلت على الجنسية الأردنية

### حياتها الأسرية
تزوجت من المخرج العراقي جواد الأسدي
مطلع التسعينيات وأنجبت منه ولدين ليلك وعبد الله، قبل أن ينفصلا آواخر التسعينيات.

## مشوارها المهني
دخلت التمثيل، من خلال دور صغير في مسلسل «الوافي» مع المخرج سعود الفياض.
قام المخرج جواد الأسدي باكتشاف طاقاتها التمثيلية والصوتية وقدمها للجمهور بأعمال مسرحية مهمة.
هي رئيسة جمعية رؤى للثقافة والفنون، ووهي عضو في نقابة (رابطة) الفنانين الأردنيين قدمت العديد من الأعمال في الدبلجة السينما والتلفزيون.

## من أعمالها

### المسلسلات
- (2023): عيلة طابقين
- (2023): الزنذ ذئب العاصي
- (2021): مدرسة الروابي للبنات
- (2021): الحنين إلى الرمال
- (2020): الزعيمان
- (2018): هارون الرشيد
- (2018): أبناء العلقة
- (2016): مالك بن الريب
- (2016): السلطان والشاه
- (2016): وعد الغريب
- (2014): رعود المزن
- (2014): الوعد ملحمة الحب والرحيل
- (2013): توم الغرة
- (2012): عمر
- (2012): في ميل
- (2011): توق
- (2011): بوابة القدس
- (2011): وين ماطقها عوجة
- (2010): أبواب الغيم
- (2010): دفاتر الطوفان
- (2010): تقاطع خطر
- (2009): فنجان الدم
- (2009): هدوء نسبي
- (2009): نصف القمر
- (2009): مهاجي الاجاويد
- (2008): يوميات أبو عواد ج4
- (2008): نيران البوادي
- (2008): غلطة نوف
- (2008): عودة أبو تايه
- (2008): نساء من البادية
- (2008): راس غليص (الجزء الثاني)
- (2007): الاجتياح
- (2007): سلطانة
- (2007): وضحا وابن عجلان
- (2007): مدرسة الاستاذ بهجت
- (2006): راس غليص (الجزء الأول)
- (2004): من أوراق الوراق
- (2004): العدول
- (2004): الطريق إلى كابول
- (2003): الحجاج
- (2002): امرؤ القيس
- (2003): بقايا رماد
- (2001): صلاح الدين الأيوبي
- (2001): السقاية
- (2000): الدرب الطويل
- (2000): جرح الغزالة
- (1999): ام الكروم
- (1995): الفرداوي
- (1988): المعصرة
- (1987):سيدي رباح تمثلية
- الأيام المتمردة
- شهرزاد
- سلامة تسلمك
- الليل والشموع
- الوافي

### المسرح
- (2019): أدفع ما بدفع
- «مكبس»
- «برناردا ألبا»
- "الكراسي

### السينما
- (2021): الحارة
- (2015): ليلة 3000
- (2015): المدينة
- (2012): لما ضحكت موناليزا
- (2011): طعم الليمون
- (2011): الجمعة الأخيرة
- (2005): الرغبة في السقوط
- (2004): باب الشمس-الرحيل والعودة
- (1988): الحنان المرلينا

### الدبلجة
- مخلص صديق الحيوان
- النار والترباس
- بطيء وسريعة"،
- «ليدي ليدي».
- أبو محجوب

## روابط خارجية
- نادرة عمران على موقع قاعدة بيانات الأفلام العربية